# 제니퍼소프트

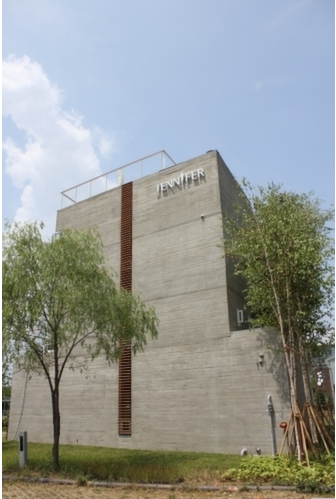
대한민국 파주 헤이리예술마을 내의 제니퍼소프트 본사 건물

제니퍼소프트(JenniferSoft)에 대하여. 파주 헤이리예술마을 내에 위치한 제니퍼소프트는 2005년 설립된 국산 소프트웨어 기업이다. 애플리케이션 성능 관리(APM) 제품인 제니퍼(JENNIFER)를 개발하였으며, 전 세계에 법인 및 지사 등을 통해 제품 판매를 하고 있다.